# Platycoryne
Platycoryne – rodzaj roślin z rodziny storczykowatych (Orchidaceae). Obejmuje 19 gatunków występujących w Afryce w takich krajach jak: Angola, Benin, Burkina Faso, Burundi, Kamerun, Republika Środkowoafrykańska, Czad, Kongo, Etiopia, Gabon, Ghana, Gwinea, Gwinea Bissau, Wybrzeże Kości Słoniowej, Kenia, Madagaskar, Malawi, Mali, Mozambik, Nigeria, Republika Południowej Afryki, Senegal, Sierra Leone, Sudan, Tanzania, Uganda, Zambia, Zimbabwe, Demokratyczna Republika Konga.

## Systematyka
Rodzaj sklasyfikowany do podplemienia Orchidinae w plemieniu Orchideae, podrodzina storczykowe (Orchidoideae), rodzina storczykowate (Orchidaceae), rząd szparagowce (Asparagales) w obrębie roślin jednoliściennych.
Wykaz gatunków
- Platycoryne affinis Summerh.
- Platycoryne alinae Szlach.
- Platycoryne ambigua (Kraenzl.) Summerh.
- Platycoryne brevirostris Summerh.
- Platycoryne buchananiana (Kraenzl.) Rolfe
- Platycoryne crocea Rolfe
- Platycoryne guingangae (Rchb.f.) Rolfe
- Platycoryne isoetifolia P.J.Cribb
- Platycoryne latipetala Summerh.
- Platycoryne lisowskiana Szlach. & Kras
- Platycoryne macroceras Summerh.
- Platycoryne mediocris Summerh.
- Platycoryne megalorrhyncha Summerh.
- Platycoryne micrantha Summerh.
- Platycoryne ochyrana Szlach., Mytnik, Rutk., Jerch. & Baranow
- Platycoryne paludosa (Lindl.) Rolfe
- Platycoryne pervillei Rchb.f.
- Platycoryne protearum (Rchb.f.) Rolfe
- Platycoryne trilobata Summerh.